# Najerilla
Le Najerilla est une rivière espagnole, affluent de l'Èbre.

## Géographie
La longueur de son cours d'eau est de 100 km, et son bassin versant de 1 090 km2.

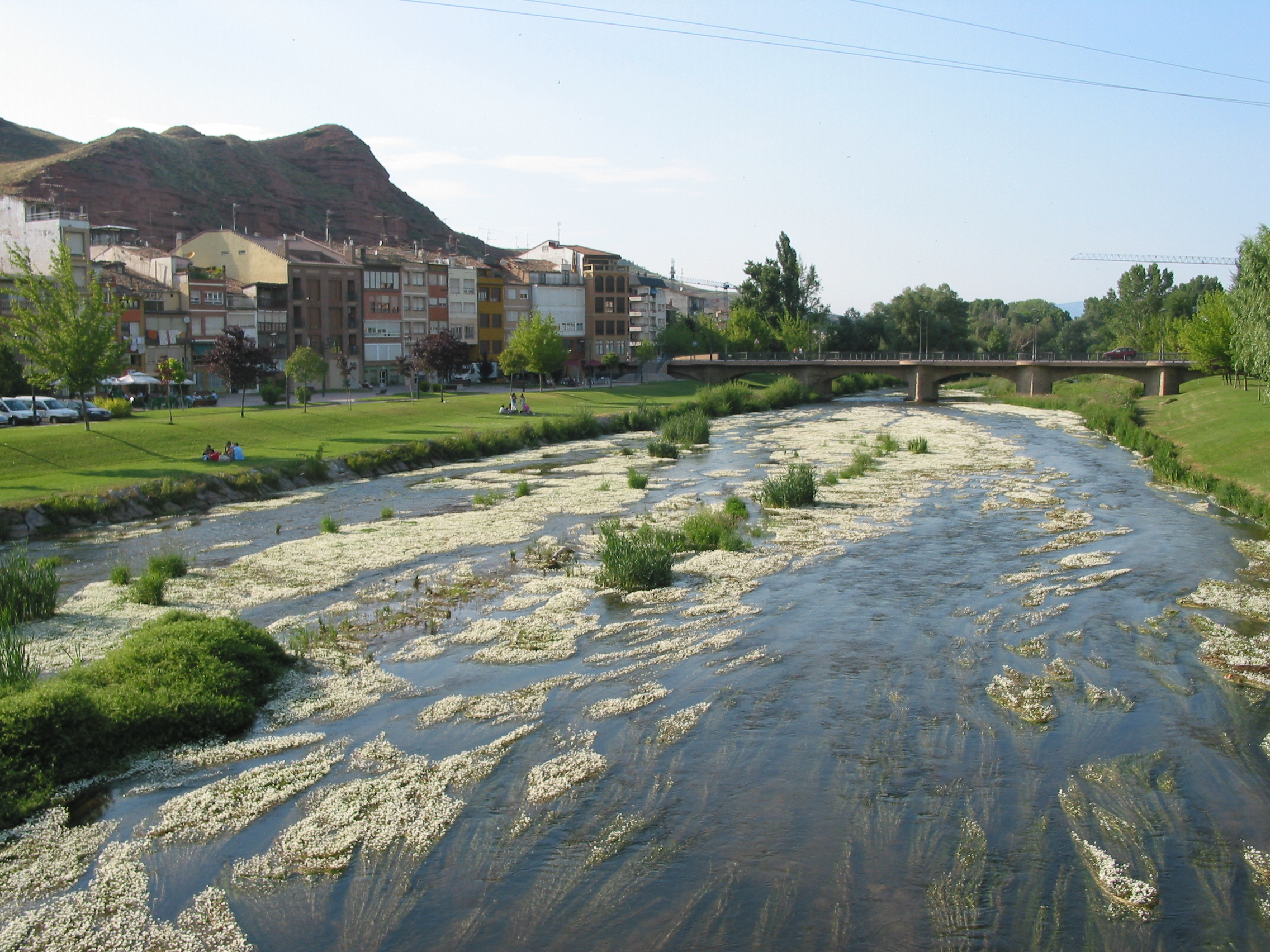
Rio Najerilla à Nájera.